# Ruben Sanamian
Ruben Razmiki Sanamian (orm. Ռուբեն Ռազմիկի Սանամյան, ur. 22 września 1976 w Dilidżanie) – ormiański wojskowy, kapitan, Bohater Armenii (2020).

## Życiorys
Odbył zasadniczą służbę wojskową w latach 1995–1997. Powrócił do armii w 2006 roku jako żołnierz zawodowy.

### Potyczki w Tawusz
Wziął udział w starciach armeńsko-azerbejdżańskich w lipcu 2020 roku. Jak napisano we wniosku ministra obrony Armenii o odznaczenie tytułem Bohatera Armenii, Samanian jako dowódca „dokładnie przeanalizował działania wroga, ocenił sytuację, przewidział możliwy rozwój sytuacji i utrzymał pozycję bojową «Anwach» dzięki wspólnym wysiłkom z personelem stanowiska”.
Według źródeł ormiańskich, Sanamian dowodził odparciem wielokrotnych ataków skierowanych na posterunek wojskowy „Anwach” (orm. „nieustraszony”) i zadał przeciwnikowi znaczne straty w sile żywej, broni osobistej i ciężkim sprzęcie wojskowym. Sanamian i żołnierze jego grupy wykonali także skomplikowane prace inżynieryjne w pobliżu posterunku wojskowego i uzyskali „cenne dokumenty, broń, amunicję, kilka środków technicznych i inne dane w ramach operacji wywiadowczych”.

## Nagrody i wyróżnienia
21 sierpnia 2020 roku prezydent Armenii Armen Sarkisjan podpisał dekret o nadaniu tytułu Bohatera Armenii Rubenowi Sanamianowi. Otrzymał on również Order Ojczyzny.

## Życie prywatne
Jest żonaty i ma dwoje dzieci.